# Žalica
Žalica (em cirílico: Жалица) é uma vila da Sérvia localizada no município de Kuršumlija, pertencente ao distrito de Toplica, na região de Toplica. A sua população era de 5 habitantes segundo o censo de 2011.

## Demografia
| 1948 | 1953 | 1961 | 1971 | 1981 | 1991 | 2002 | 2011 |
| ---- | ---- | ---- | ---- | ---- | ---- | ---- | ---- |
| 92   | 119  | 120  | 73   | 38   | 19   | 12   | 5    |